# Jesper de Jong
Jesper de Jong (* 31. Mai 2000 in Haarlem) ist ein niederländischer Tennisspieler.

## Karriere
Jesper de Jong spielte auf der ITF Junior Tour und konnte auf dieser im Mai 2018 Platz 38 erreichen, seine beste Platzierung dort. Er war dabei vor allem im Doppel erfolgreich. 2017 stand er im Viertelfinale der US Open, genau wie 2018 bei den French Open. Noch etwas weiter kam er im selben Jahr bei den US Open, als er ins Halbfinale einzog. Sein letztes Turnier als Junior waren die Olympischen Jugend-Spiele. Im Einzel schied er in der zweiten Runde aus, im Doppel abermals im Viertelfinale.
Bei den Profis trat de Jong ab 2019 regelmäßig in Erscheinung und spielte in seinem ersten Jahr fast nur Turniere der ITF Future Tour. Dort konnte er auf Anhieb drei Turniere im Einzel sowie vier Titel im Doppel gewinnen, wodurch er in der Tennisweltrangliste das Jahr im Einzel auf Rang 436 abschloss. In Amersfoort konnte er zudem seinen ersten Sieg auf der ATP Challenger Tour erringen. Im coronabedingt leeren Turnierjahr 2020 gewann de Jong zwar nur zwei Titel im Doppel, machte im Einzel aber bei zwei Turnierteilnahmen in Nur-Sultan und Guayaquil bei Challengers auf sich aufmerksam. Bei letzterem wurde das Spiel nach dem Viertelfinale abgebrochen. Das Jahr schloss er im Einzel auf Platz 301 ab.
2021 konnte er seinen ersten Challengertitel gewinnen. Nach zwei Finals im Doppel – 2019 in Amersfoort und Anfang März in St. Petersburg – gewann er sein drittes Finale in der Folgewoche ebenfalls in St. Petersburg, wodurch er im Doppel auf sein neues Hoch von Rang 240 stieg.

## Erfolge
| Legende (Anzahl der Siege) |
| Grand Slam                 |
| ATP Finals                 |
| ATP Tour Masters 1000      |
| ATP Tour 500               |
| ATP Tour 250               |
| ATP Challenger Tour (11)   |

### Einzel

#### Turniersiege
| Nr. | Datum           | Turnier             | Belag     | Finalgegner        | Ergebnis  |
| --- | --------------- | ------------------- | --------- | ------------------ | --------- |
| 1.  | 19. Juni 2021   | Almaty              | Sand      | Tomás Barrios Vera | 6:1, 6:2  |
| 2.  | 19. August 2023 | Grodzisk Mazowiecki | Hartplatz | Benjamin Hassan    | 6:3, 6:3  |
| 3.  | 22. Juni 2024   | Sassuolo            | Sand      | Daniel Altmaier    | 7:65, 6:1 |

#### Finalteilnahmen
| Nr. | Datum         | Turnier | Belag | Finalgegner     | Ergebnis      |
| --- | ------------- | ------- | ----- | --------------- | ------------- |
| 1.  | 20. Juli 2025 | Båstad  | Sand  | Luciano Darderi | 4:6, 6:3, 3:6 |

### Doppel

#### Turniersiege
| Nr. | Datum            | Turnier        | Belag         | Partner           | Finalgegner                                  | Ergebnis           |
| --- | ---------------- | -------------- | ------------- | ----------------- | -------------------------------------------- | ------------------ |
| 1.  | 13. März 2021    | St. Petersburg | Hartplatz (i) | Sem Verbeek       | Konstantin Krawtschuk Denis Jewsejew         | 6:1, 3:6, [10:5]   |
| 2.  | 29. Mai 2021     | Oeiras         | Sand          | Tim van Rijthoven | Julian Lenz Roberto Quiroz                   | 6:1, 7:63          |
| 3.  | 12. Juni 2021    | Almaty         | Sand          | Witalij Satschko  | Wladyslaw Manafow Jewgeni Tjurnew            | 7:64, 6:1          |
| 4.  | 6. November 2021 | Guayaquil      | Sand          | Bart Stevens      | Diego Hidalgo Cristian Rodríguez             | 7:5, 6:2           |
| 5.  | 26. März 2022    | Santa Cruz     | Sand          | Bart Stevens      | Nicolás Barrientos Miguel Ángel Reyes Varela | 6:4, 3:6, [10:6]   |
| 6.  | 30. April 2022   | Rom            | Sand          | Bart Stevens      | Sadio Doumbia Fabien Reboul                  | 3:6, 7:5, [10:8]   |
| 7.  | 29. Oktober 2022 | Lima           | Sand          | Max Houkes        | Guido Andreozzi Guillermo Durán              | 7:66, 3:6, [12:10] |
| 8.  | 1. März 2025     | Kigali         | Sand          | Max Houkes        | Geoffrey Blancaneaux Zdeněk Kolář            | 6:3, 7:5           |